# 长刺骨螺
长刺骨螺（学名：Murex tribulus），是新腹足目骨螺科骨螺属的一种。主要分布于印度尼西亚、中国大陆、台湾，常栖息在潮下带。